# Успенська церква (Збараж)
Свято-Успенська церква, також Церква Успіння Пресвятої Богородиці — колишній Тринітарський костел-монастир у Збаражі, збудований у 1755—1758 рр.
Оголошена пам'яткою архітектури місцевого значення.

## Історія

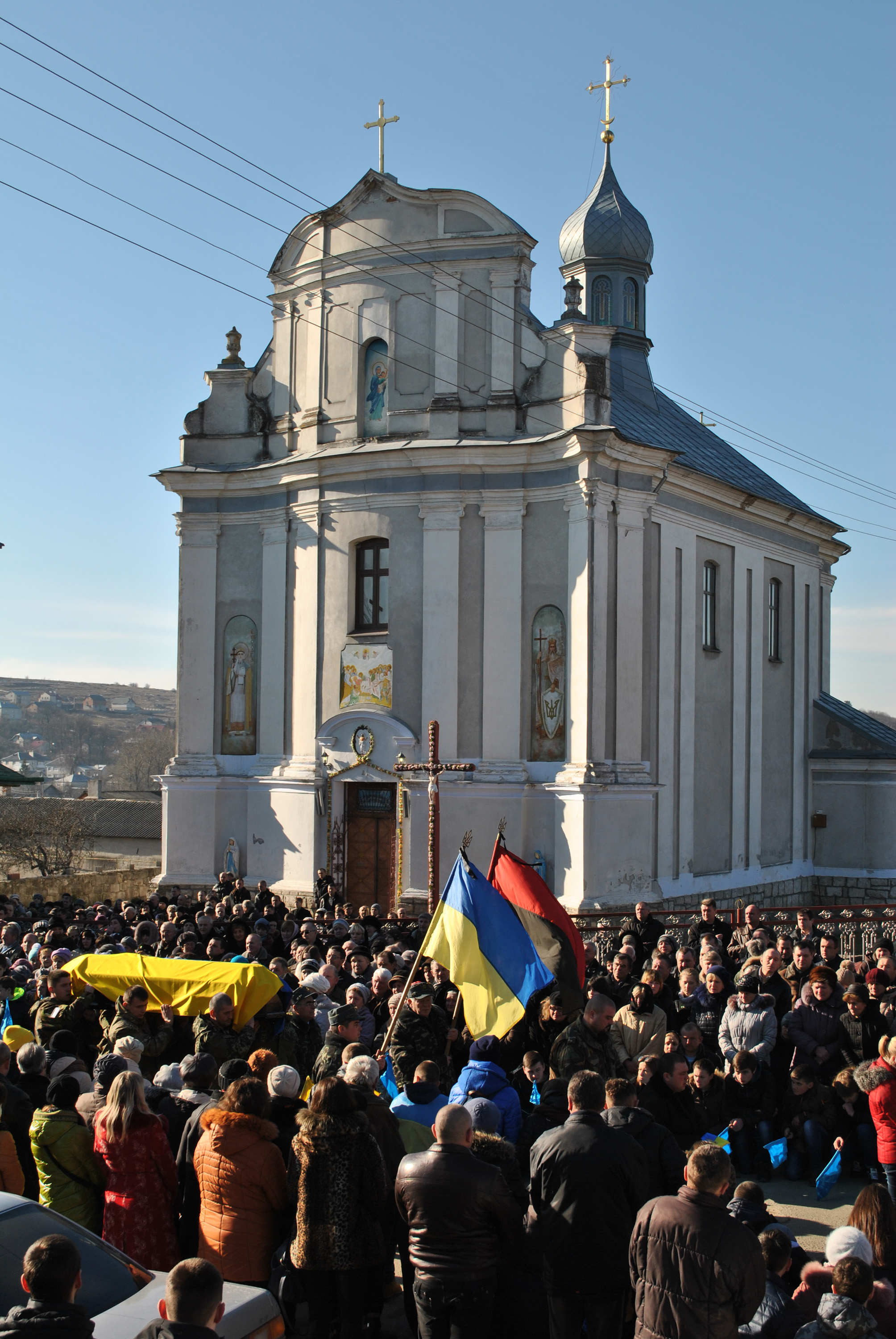
Похорон українського військовика, оператора-навідника БМП 24-ї окремої механізованої бригади (Яворів), уродженця м. Збараж Тернопільської області Тараса Михальського. Похоронна процесія біля Свято-Успенської церкви

Сучасна будівля церкви - колишній Тринітарський костел-монастир, монахи-тринітарці якого займалися викупом людей із турецької неволі.
У 1786 чернечий орден тринітарців покинув Збараж.
У 1789 приміщення костелу постраждало під час пожежі міста і з часом було продано українській громаді міста для облаштування у ньому церкви.
На час відновлення Галицької митрополії у 1808 в місті вже існувала Успенська церква, але, оскільки вона була філіальною церквою міста, то історичних відомостей про неї залишилося дуже мало.
На поч. XX на місці старої двоповерхової квадратної в плані дзвіниці побудовано сучасний парафіяльний будинок, а поруч — нову дзвіницю.
У 1930-их за о. Боліновського. церкву було відновлено: зроблено електричне освітлення, площу навколо церкви обведено кам'яним муром і залізною огорожею. Відновлено парафіяльний будинок.
1963 - храм зачинено, побито іконостас, зрізано купол.
Із 1979—1982 у церкві діяв районний краєзнавчий музей, який у 1989 перенесено у замковий палац.
1990 — церква реставрована і освячена настоятелем о. Романом Сливкою.
1995 — на фасаді парафіяльного будинку встановлено меморіальну дошку з написом, що у 1926—1929 рр. тут містилася читальня «Просвіти».

## Архітектура
Невелика однобанна будова Успенської церкви являє собою прямокутник (17 м х 12м) з витягнутою напівкруглою апсидою в східній частині і двома симетричними одноярусними прямокутними з округленими кутами прибудовами на рівні хорів.
Зовнішній витриманий у стилі бароко декор будівлі (потужні стіни, вікна лише на рівні другого ярусу), складається з пілястр іонічного ордера, що візуально членують площину стін на дзеркала, міжярусних і лобових карнизів складного профілю, витягнутих арок із зображенням святих на центральному фасаді і їх фігурок з боків від центрального входу та декоративних аркотер домінуючого фронтону із зображенням Богородиці в центрі.
Дзвіниця комплексу спочатку являла собою квадратну в плані двоярусну споруду під чотирьохсхилою з уступом покрівлею, відтінену широкими кутовими пілястрами і арочними віконними прорізами на другому поверсі. У нинішньому вигляді дзвіниця — трипілонне двох'ярусне спорудження під чотирисхилою покрівлею з арочним отвором центрального входу на першому.